# Morgenberghorn
Le Morgenberghorn est un sommet des Alpes bernoises qui culmine à 2 248 mètres d'altitude dans le canton de Berne. Sa face nord est très abrupte et essentiellement composée de roches calcaires.
Le sommet du Morgenberghorn est un tripoint géographique entre les communes d'Aeschi bei Spiez, Saxeten et Leissigen.